# Talpa Poștei, Teleorman
Talpa Poștei este un sat în comuna Talpa din județul Teleorman, Muntenia, România.